# رالف ميلر
رالف ميلر (بالإنجليزية: Ralph Miller)‏ (22 يونيو 1941 سلاو المملكة المتحدة - 1 سبتمبر 2014 بورنموث المملكة المتحدة)، لاعب كرة قدم بريطاني سابق كان يلعب كمدافع.